# 伊川高中
河南省伊川高中是中国河南省洛阳市伊川县的一所高级中学，是首批河南省示范性普通高中。

## 学校简介
始建于1948年位于洛阳市伊川县城关街道八一南路99号，占地面积200亩，65个教学班,教师360余人,4000余名学生,全称"伊川县第一高级中学"。
2024年9月新建教学综合楼投入使用，增加教室30个，教师备课及各种功能室35间。
- 学校分东西两校。